# اطلاعات حکمت و معرفت
اطلاعات حکمت و معرفت یکی از نشریات فلسفی است که از زمستان ۱۳۸۴ به صورت ماهنامه منتشر می‌شود و صاحب‌امتیاز آن، مؤسسه اطلاعات است. مدیرمسئولی و سردبیری این نشریه را انشاءالله رحمتی بر عهده دارد.

## گردانندگان
سید جواد فندرسکی (دبیر هیئت تحریریه)، علی وکیلی، محسن رزاقی (مدیر هنری)، ساسان یغمایی (مدیر داخلی)، منوچهر دین‌پرست، منیره پنج‌تنی (دبیر) و نغمه پروان (دبیر ویژه‌نامه) دست‌اندرکاران این نشریه هستند.

## پیشینه
در زمستان سال ۱۳۸۴، انشاءالله رحمتی مقاله‌ای از سید حسین نصر را با موضوع «عرفان نظری و اهمیت آن در دوران کنونی» ترجمه کرد و تصمیم بر آن شد تا به جای چاپ در روزنامه اطلاعات به صورت مستقل منتشر شود. این نقطه شروعی برای انتشار ضمیمه ماهانه روزنامه اطلاعات بود. به مدت یک سال، دوازده شماره از این ضمیمه در موضوعات مختلف منتشر شد تا اینکه مدیران مؤسسه تصمیم گرفتند نشریه مستقلی تأسیس کنند که تداوم همان دوازده شماره باشد.